# Яффо-Аскалонське графство
Яффо-Аскалонське графство (лат. comitatus Joppensis, scilicet Joppa et Ascalon; фр. Comté de Jaffa et d'Ascalon) — у 1099—1268 роках графство (феодальна монархія) хрестоносців  у складі Єрусалимського королівства. Столиця — Яффа. Одна з чотирьох найбільших сеньйорій королівства. Утворилося після успішного Першого хрестового походу як васал Єрусалиму. Поділялася на ряд васальних сеньйорій — Рамальське, Ібелінське, Мірабельське. Основні міста —— Аскалон (приєднано 1153), Ібелін, Гадрес. Керувалася шляхетними франкськими родинами. Панівною релігією було християнство — католицизм. Мова офіційного діловодства — латина (зрідка старофранцузька). Знищене 1268 року єгипетськими мамлюками Бейбарса. Титул графів Яффських і Аскалонських зберігався за Ібелінським домом. Також скорочено — Яффське графство (лат. comitatus Joppensis).

## Історія
Яффа була стратегічно важливим портовим містом, що лежало на морському шляху до Єрусалима. По морю до неї прибували християнські паломники з усього світу.
1099 року хрестоносці Першого хрестового походу здобули Яффу. Місто стало центром Яфської сеньйорії, а згодом Яффо-Аскалонського графства у складі Єрусалимського королівства. Хрестоносці зміцнили міські укріплення й докорінно перебудували гавань. Завдяки цьому Яффа перетворилася на головний порт королівства.
Аскалон був узебержним містечком, розташованим на 50 км південніше від Яффи. Він лежав у теренах, які контролювали єгиптяни з Фатімідського халіфату. 1153 року єрусалимський король Балдуїн III захопив Аскалон і передав його під управління яффських графів
1151 року новим графом Яффи став Амальрік I, син єрусалимського короля Фулька I з Анжуйського дому та королеви Мелісенди, доньки короля Балдуїна II. 1163 року він зійшов на єрусалимський трон, зберігши за собою графство. Відтоді воно перебувало у складі королівського домену й керувалося королівськими намісниками.
1187 року Яффу захопили мусульманські війська Салах ад-Діна, але 10 вересня 1191 року хрестоносці під проводом англійського короля Річарда Левового Серця звільнили місто після битви при Арзуфі.
У липні 1192 року відбулася битва при Яффі, в якій Салах ад-Дін безуспішно намагався повернути порт. 2 вересня того ж року Річард Левове Серце й Салах ад-Дін підписали Яффську угоду, відповідно до якої між хрестоносцями та Салах ад-Діном встановлювався 3-річний мир, а безоружним християнським паломникам та купцям гарантувався вільний доступ до Єрусалима. 
1229 року імператор Фрідріх II укріпив Яффський замок і міську стіну, про що свідчать латинські й арабські написи на ній, а також уклав з племінником Салах ад-Діна, аюбідським султаном Аль-Камілем нову Яффську угоду, за якою Єрусалим та низка інших територій в Палестині мирним шляхом передавались хрестоносцям .
1268 року Яффу захопили єгипетські мамелюки під проводом султана Бейбарса, які сплюндрували місто.

## Герби
Гербі домів, що керували графством

Булонський
Анжуйський (з 1151)
Ібеліни

## Графи
- бл. 1100: Рожер і Геральд
- 1100–1110: Балдуїн І (король Єрусалиму Балдуїн I).
- 1110–1118: Гуго І, кузен короля Балдуїна ІІ.
- 1118–1122: Альберт, 2-й чоловік дружини Гуго І.
- 1122–1134: Гуго ІІ, володіння конфісковані.
- 1134–1151: Мелісенда із чоловіком Фульком (1134–1143) і сином Балдуїном III (1143–1151)
- 1151–1174: Амальрік І (король Єрусалиму з 1163)
- 1174–1176: Балдуїн IV
- 1176–1190: Сибілла з її чоловіками Вільгельмом Мотеферратським (1176–1177) і Гі де Лузіньяном (1180–1191).
- 1191–1193: Жоффрей де Лузіньян, брат Гі.
- 1193–1205: Амальрік II, брат Гі, і його дружина Ізабела I (1197–1205)
- 1205–1212: Марія і її чоловік Жан (1210–1212)
- 1212–1221: Ізабелла, регентша Жана Брієнського.
- 1221–1244: Вальтер IV Брієнський, небіж Жана Брієнського
- 1244–1266: Жан д'Ібелін, син зведеного брата королеви Ізабелли.
- 1266–1268: Жак д'Ібелін